# Phaeoura phigaliaria
Phaeoura phigaliaria är en fjärilsart som beskrevs av Achille Guenée 1858. Phaeoura phigaliaria ingår i släktet Phaeoura och familjen mätare. Inga underarter finns listade i Catalogue of Life.